# Николо-Кремлёвская церковь
Николо-Кремлёвская церковь — недействующий православный храм в городе Владимире. Памятник архитектуры федерального значения.
Николо-Кремлёвским храм стал называться из-за его расположения на месте бывшего городского кремля.

## История
Храм Николая Чудотворца на этом месте известен с 1626 года. Рядом находился храм Симеона Столпника. 1 октября 1719 года оба деревянных храма сгорели. Новый каменный храм был заложен в 1761 году, строительство завершилось в 1769.
В начале XIX века свод и стены храма были расписаны масляной живописью.
В 1850 году с южной стороны к храму был пристроен новый придел, после чего храм имеет престола: в холодной — во имя Николая Чудотворца, во имя Симеона Столпника и в честь Тихвинской иконы Божий Матери. Рядом находилась высокая колокольня.
С 1876 года при храме действовало церковно-приходское попечительство.
В 1929 году храм был закрыт советскими властями. С 1962 года в здании храма располагается планетарий.